# Tortuga (Galapagos)
Tortuga – wyspa w archipelagu Galapagos, należącym do Ekwadoru.

## Warunki naturalne
Tortuga to mała wysepka o łukowatym kształcie, leżąca w pobliżu znacznie większej wyspy Isabeli. Tworzy ją zerodowana kaldera wygasłego wulkanu, zalana przez morze. Nazwa wyspy, oznaczająca „żółw” po hiszpańsku, pochodzi od jej wyglądu. Wybrzeże jest klifowe, strome, z płaskim szczytem.

## Fauna i flora
Na Tortudze licznie występują ptaki morskie, w tym fregata wielka, głuptak niebieskonogi i faeton białosterny. Na skałach u stóp klifów odpoczywają uszanki galapagoskie. Wody wokół wyspy obfitują w organizmy żywe i są miejscem popularnym wśród nurków. Można w nich spotkać m.in. żółwie morskie, manty i inne płaszczki oraz rekiny młoty.